# Loreto, Mexiko
Loreto är en ort i kommunen Loreto i västra Mexiko och är belägen vid kusten mot Californiaviken på halvön Baja California. Den ligger i delstaten Baja California Sur och har cirka 17 000 invånare. 
Loreto grundades av jesuitmissionärer 25 oktober 1697 och var den första spanska staden som grundades på Baja California. Loreto fungerade från stadens grundande fram till i början av år 1777 som administrativ huvudort för det dåvarande området Las Californias, som inkluderade halvön Baja California i nuvarande Mexiko samt Kalifornien i nuvarande USA. 